# Lester Carney
Lester Nelson „Les” Carney (ur. 31 marca 1934 w Bellaire) – amerykański lekkoatleta sprinter, medalista olimpijski z Rzymu.
Studiował na Uniwersytecie Ohio, gdzie uprawiał lekkoatletykę oraz futbol akademicki. W 1958 został wybrany do Baltimore Colts, ale nie zagrał w żadnym meczu.
W 1959 zajął 2. miejsce w biegu na 200 metrów na igrzyskach panamerykańskich w Chicago, przegrywając tylko ze swym kolegą z reprezentacji Stanów Zjednoczonych Rayem Nortonem, a wyprzedzając Mike’a Agostiniego z Federacji Indii Zachodnich. W tym samym roku był 3. w mistrzostwach Stanów Zjednoczonych (AAU) w biegu na 200 metrów i w akademickich mistrzostwach (NCAA) w biegu na 220 jardów.
Na igrzyskach olimpijskich w 1960 w Rzymie zdobył srebrny medal w biegu na 200 metrów, przegrywając z Livio Berrutim z Włoch, a wyprzedzając Abdoulaye Seyego z Francji.